# مطار سياتل تاكوما الدولي
مطار سيتاك الدولي ويدعى كذلك مطار سياتل تاكوما الدولي (حيث سيتاك لفظ منحوت) مطار دولي يقع في مدينة سيتاك في منطقة سياتل الحضرية في ولاية واشنطن، على بعد حوالي 14 ميلاً (23 كم) جنوب وسط مدينة سياتل و18 ميلاً (29 كم) شمال شرق وسط مدينة تاكوما. المطار هو الأكثر ازدحامًا في منطقة شمال غرب المحيط الهادئ في أمريكا الشمالية وهو مملوك لميناء سياتل.
المطار مبنى على مساحة 2500 فدان (3.9 ميل مربع؛ 10 كم2 )، وهو أصغر بكثير من المطارات الأمريكية الأخرى ذات أعداد الركاب السنوية المماثلة. لدى المطار رحلات إلى مدن في جميع أنحاء أمريكا الشمالية وأوقيانوسيا وأوروبا والشرق الأوسط وآسيا. هو المحور الرئيسي لشركة خطوط آلاسكا الجوية ، التي يقع مقرها الرئيسي بالقرب من المطار. هو أيضًا مركز لخطوط دلتا الجوية، والتي توسعت في المطار منذ عام 2011. اعتبارًا من عام 2022 تعمل 31 شركة طيران في المطار، وتخدم 91 وجهة محلية و28 وجهة دولية.

## شركات الطيران والوجهات

### الركاب
| شركـات طيـران              | الوجهات | Refs   |
| -------------------------- | --- | ------ |
| أير لينغس                  | مطار دبلن الدولي | [ 8 ]  |
| طيران المكسيك              | مطار بينيتو خواريز الدولي | [ 9 ]  |
| طيران كندا                 | مطار تورونتو بيرسون الدولي موسمي: مطار مونتريال الدولي | [ 10 ] |
| Air Canada Express         | مطار فانكوفر الدولي | [ 10 ] |
| الخطوط الجوية الفرنسية     | مطار باريس شارل ديغول | [ 11 ] |
| Air Tahiti Nui             | مطار فا الدولي، مطار باريس شارل ديغول | [ 14 ] |
| خطوط آلاسكا الجوية         | Albuquerque، مطار تيد ستيفنز أنكوراج الدولي، مطار هارتسفيلد جاكسون، مطار أوستن برغستروم الدولي، مطار بالتيمور واشنطن الدولي، Bellingham، Billings، Boise، مطار لوجان الدولي، Bozeman، Burbank، مطار كالغاري الدولي، Cancún، Charleston (SC) ‏، مطار أوهير الدولي، Cincinnati، Cleveland، Columbus–Glenn، مطار دالاس فورت ورث الدولي، Dallas–Love، مطار دنفر الدولي، مطار ديترويت، Edmonton، El Paso ‏، Eugene، Fairbanks، Fort Lauderdale ‏، Fort Myers ‏، Fresno، Glacier Park/Kalispell ‏، Great Falls ‏، Helena، مطار هونولولو الدولي، مطار جورج بوش الدولي، Idaho Falls ‏، مطار إنديانابوليس الدولي، Jackson Hole ‏، Juneau، Kahului، Kailua-Kona، Kansas City ‏، Ketchikan، مطار هاري ريد الدولي، Lihue، مطار لوس أنجلوس الدولي، Medford، مطار ميامي الدولي، Milwaukee، مطار منيابولس سانت بول الدولي، Missoula، Monterey، مطار ناشفيل الدولي، مطار نيوآرك ليبرتي الدولي، مطار نيو اورليانز لويس أرمسترونغ الدولي، مطار جون إف كينيدي الدولي، مطار أوكلاند الدولي (الولايات المتحدة)، Oklahoma City ‏، Omaha، Ontario، Orange County ‏، مطار أورلاندو الدولي، Palm Springs ‏، مطار فيلادلفيا الدولي، مطار فينيكس سكاي هاربر الدولي، مطار بيتسبرغ الدولي ‏، مطار بورتلاند الدولي، Puerto Vallarta ‏، Pullman، Raleigh/Durham، Redding، Redmond/Bend، مطار رينو تاهو الدولي، Sacramento، مطار سانت لويس الدولي، مطار سولت ليك سيتي الدولي، مطار سان أنطونيو الدولي، مطار سان دييغو الدولي، مطار سان فرانسيسكو الدولي، مطار سان خوسيه الدولي، San José del Cabo ‏، San Luis Obispo ‏، Santa Barbara ‏، Santa Rosa ‏، Spokane، Sun Valley ‏، مطار تامبا الدولي، Tri-Cities (WA) ‏، مطار توسان الدولي، مطار فانكوفر الدولي، Victoria، Walla Walla ‏، مطار واشنطن دولس الدولي، مطار رونالد ريغان الوطني، Wenatchee، Wichita، Yakima موسمي: Belize City ‏، Hayden/Steamboat Springs ‏، Kelowna، Nassau (تبدأ في 15 ديسمبر 2023)، Sitka | [ 16 ] |
| خطوط كل اليابان الجوية     | مطار طوكيو هانيدا الدولي | [ 17 ] |
| الخطوط الجوية الأمريكية    | مطار شارلوت دوغلاس الدولي، مطار أوهير الدولي، مطار دالاس فورت ورث الدولي، مطار ميامي الدولي، مطار فيلادلفيا الدولي، مطار فينيكس سكاي هاربر الدولي موسمي: مطار لندن هيثرو | [ 19 ] |
| إمريكان إيغل               | مطار لوس أنجلوس الدولي | [ 19 ] |
| خطوط آسيانا الجوية         | مطار إنتشون الدولي | [ 20 ] |
| الخطوط الجوية البريطانية   | مطار لندن هيثرو | [ 21 ] |
| كوندور للطيران             | مطار فرانكفورت | [ 22 ] |
| خطوط دلتا الجوية           | مطار سخيبول أمستردام، مطار تيد ستيفنز أنكوراج الدولي، مطار هارتسفيلد جاكسون، مطار أوستن برغستروم الدولي، مطار لوجان الدولي، Cancún، مطار أوهير الدولي، Cincinnati، مطار دالاس فورت ورث الدولي (تستأنف في 8 يوليو 2024)، مطار دنفر الدولي، مطار ديترويت، Fairbanks، Fort Lauderdale ‏، مطار هونولولو الدولي، Juneau، Kahului، Kailua-Kona، Kansas City ‏، مطار هاري ريد الدولي، Lihue، مطار لندن هيثرو، مطار لوس أنجلوس الدولي، مطار منيابولس سانت بول الدولي، مطار ناشفيل الدولي، مطار جون إف كينيدي الدولي، Ontario، Orange County ‏، مطار أورلاندو الدولي، مطار باريس شارل ديغول، مطار فينيكس سكاي هاربر الدولي، مطار بورتلاند الدولي، Puerto Vallarta ‏، Raleigh/Durham، Sacramento، مطار سولت ليك سيتي الدولي، مطار سان دييغو الدولي، مطار سان فرانسيسكو الدولي، مطار سان خوسيه الدولي، San José del Cabo ‏، مطار إنتشون الدولي، مطار شانغهاي بودنغ الدولي، Spokane، مطار تامبا الدولي، مطار طوكيو هانيدا الدولي، مطار توسان الدولي، مطار واشنطن دولس الدولي موسمي: Palm Springs ‏ | [ 26 ] |
| Delta Connection           | Boise، Eugene، Lewiston، Medford، مطار بورتلاند الدولي، Redmond/Bend، Sacramento، مطار سان فرانسيسكو الدولي، مطار سان خوسيه الدولي، Spokane، Tri-Cities (WA) ‏، مطار فانكوفر الدولي موسمي: Ketchikan، Sitka | [ 26 ] |
| طيران الإمارات             | مطار دبي الدولي | [ 28 ] |
| إيفا للطيران               | مطار تايوان تاويوان الدولي | [ 29 ] |
| فين إير                    | موسمي: مطار هلسنكي فانتا | [ 30 ] |
| خطوط فرونتير الجوية        | مطار دنفر الدولي، مطار هاري ريد الدولي، مطار فينيكس سكاي هاربر الدولي | [ 31 ] |
| خطوط هاواي الجوية          | مطار هونولولو الدولي، Kahului | [ 32 ] |
| طيران آيسلندا              | مطار كيفلافيك الدولي | [ 33 ] |
| الخطوط الجوية اليابانية    | مطار ناريتا الدولي | [ 34 ] |
| خطوط جيت بلو الجوية        | مطار لوجان الدولي، مطار جون إف كينيدي الدولي | [ 35 ] |
| كوريا للطيران              | مطار إنتشون الدولي | [ 36 ] |
| لوفتهانزا                  | مطار فرانكفورت، مطار ميونخ الدولي (تبدأ في 30 مايو 2024) | [ 38 ] |
| الخطوط الجوية القطرية      | مطار حمد الدولي | [ 39 ] |
| الخطوط الجوية السنغافورية  | مطار شانغي سنغافورة | [ 40 ] |
| خطوط ساوث ويست الجوية      | مطار ميدواي الدولي، مطار دنفر الدولي، مطار هاري ريد الدولي، مطار أوكلاند الدولي (الولايات المتحدة)، مطار فينيكس سكاي هاربر الدولي، Sacramento، مطار سان خوسيه الدولي موسمي: مطار بالتيمور واشنطن الدولي (تستأنف في 8 يونيو 2024)، Dallas–Love، Kansas City ‏، مطار ناشفيل الدولي (تستأنف في 8 يونيو 2024)، مطار سانت لويس الدولي | [ 42 ] |
| خطوط سبيريت الجوية         | مطار هاري ريد الدولي | [ 43 ] |
| خطوط بلاد الشمس الجوية     | مطار منيابولس سانت بول الدولي | [ 44 ] |
| الخطوط الجوية التركية      | مطار إسطنبول الدولي | [ 45 ] |
| الخطوط الجوية المتحدة      | مطار أوهير الدولي، مطار دنفر الدولي، مطار جورج بوش الدولي، مطار لوس أنجلوس الدولي، مطار نيوآرك ليبرتي الدولي، مطار سان فرانسيسكو الدولي، مطار واشنطن دولس الدولي | [ 46 ] |
| United Express             | مطار لوس أنجلوس الدولي موسمي: مطار دنفر الدولي، مطار سان فرانسيسكو الدولي | [ 46 ] |
| خطوط فيرجن أتلانتيك الجوية | مطار لندن هيثرو | [ 47 ] |
| Volaris                    | مطار غوادالاخارا الدولي | [ 48 ] |
| ويست جت إيرلاينز ‏          | موسمي: مطار كالغاري الدولي | [ 49 ] |
| WestJet Encore             | موسمي: مطار كالغاري الدولي، Edmonton | [ 50 ] |

### الشحن
| شركـات طيـران            | الوجهات |
| ------------------------ | --- |
| AeroLogic                | مطار فرانكفورت |
| خطوط آلاسكا الجوية       | مطار تيد ستيفنز أنكوراج الدولي، Cordova، Juneau، Ketchikan، Sitka، Yakutat |
| Aloha Air Cargo          | مطار هونولولو الدولي، مطار لوس أنجلوس الدولي |
| Amazon Air               | Allentown/Bethlehem، مطار تيد ستيفنز أنكوراج الدولي، Cincinnati، Hartford/Springfield، مطار جون إف كينيدي الدولي، Ontario، San Bernardino ‏                                                                                   |
| Ameriflight              | Spokane |
| خطوط آسيانا الجوية       | مطار أوهير الدولي، مطار دالاس فورت ورث الدولي، مطار إنتشون الدولي |
| كارغولوكس                | مطار كالغاري الدولي، Glasgow–Prestwick، مطار لوس أنجلوس الدولي، مطار لوكسمبورغ |
| الخطوط الجوية الصينية    | مطار تيد ستيفنز أنكوراج الدولي، مطار أوهير الدولي، Columbus–Rickenbacker، مطار ميامي الدولي، مطار جون إف كينيدي الدولي، مطار تايوان تاويوان الدولي                                                                           |
| دي إتش إل للطيران        | Cincinnati، مطار لوس أنجلوس الدولي، مطار سان فرانسيسكو الدولي، مطار إنتشون الدولي، مطار فانكوفر الدولي |
| إيفا للطيران             | مطار تيد ستيفنز أنكوراج الدولي، مطار دالاس فورت ورث الدولي، مطار تايوان تاويوان الدولي |
| فيديكس إكسبرس            | مطار تيد ستيفنز أنكوراج الدولي، مطار دالاس فورت ورث الدولي، Fort Worth/Alliance ‏، مطار إنديانابوليس الدولي، مطار لوس أنجلوس الدولي، مطار ممفيس الدولي، مطار أوكلاند الدولي (الولايات المتحدة)، Ontario، مطار بورتلاند الدولي |
| فيديكس إكسبرس            | Bellingham، Burlington، Friday Harbor ‏، Orcas Island ‏، Port Angeles ‏ |
| طيران كاليتا             | مطار لوس أنجلوس الدولي، مطار فانكوفر الدولي |
| كوريا للطيران            | مطار أوهير الدولي، مطار لوس أنجلوس الدولي، مطار إنتشون الدولي |
| لوفتهانزا للشحن          | مطار فرانكفورت |
| Singapore Airlines Cargo | مطار تيد ستيفنز أنكوراج الدولي، مطار أوهير الدولي، مطار دالاس فورت ورث الدولي، مطار شانغي سنغافورة |

## الإحصائيات

### أهم الوجهات
| الرتبة | المدينة                        | الركاب  | الناقل                                    |
| ------ | ------------------------------ | ------- | ----------------------------------------- |
| 1      | مطار تيد ستيفنز أنكوراج الدولي | 994,000 | آلاسكا، دلتا                              |
| 2      | مطار هاري ريد الدولي           | 953,000 | آلاسكا، دلتا، فرونتير، ساوث ويست، سيبريت  |
| 3      | مطار فينيكس سكاي هاربر الدولي  | 882,000 | آلاسكا، الأمريكية، دلتا، ساوث ويست        |
| 4      | مطار لوس أنجلوس الدولي         | 880,000 | آلاسكا، الأمريكية، دلتا، جيت بلو، المتحدة |
| 5      | مطار دنفر الدولي               | 826,000 | آلاسكا، دلتا، فرونتير، ساوث ويست، المتحدة |
| 6      | مطار سان فرانسيسكو الدولي      | 742,000 | آلاسكا، دلتا، المتحدة                     |
| 7      | مطار أوهير الدولي              | 687,000 | آلاسكا، الأمريكية، دلتا، سيبريت، المتحدة  |
| 8      | مطار بورتلاند الدولي           | 624,000 | آلاسكا، دلتا                              |
| 9      | مطار سان دييغو الدولي          | 616,000 | آلاسكا، دلتا                              |
| 10     | مطار دالاس فورت ورث الدولي     | 587,000 | آلاسكا، الأمريكية                         |

| الرتبة | المدينة                    | الركاب  | الناقل                                     |
| ------ | -------------------------- | ------- | ------------------------------------------ |
| 1      | مطار فانكوفر الدولي        | 502,970 | طيران كندا، آلاسكا، دلتا                   |
| 2      | مطار لندن هيثرو            | 301,718 | الأمريكية، البريطانية، دلتا، فيرجن أتلانتك |
| 3      | San José del Cabo، Mexico ‏ | 242,795 | آلاسكا، دلتا                               |
| 4      | مطار سخيبول أمستردام       | 242,031 | دلتا                                       |
| 5      | مطار إنتشون الدولي         | 227,755 | آسيانا، دلتا، كوريا للطيران                |
| 6      | مطار فرانكفورت             | 210,283 | كوندر، لوفتهانزا                           |
| 7      | Cancún، Mexico             | 206,460 | آلاسكا، دلتا                               |
| 8      | مطار باريس شارل ديغول      | 203,217 | طيران فرنسا، دلتا                          |
| 9      | مطار الدوحة الدولي         | 187,881 | القطرية                                    |
| 10     | Puerto Vallarta، Mexico ‏   | 187,377 | آلاسكا، دلتا                               |

### شركات الطيران
| الرتبة | الناقل                | الركاب     | الحصة  |
| ------ | --------------------- | ---------- | ------ |
| 1      | خطوط آلاسكا الجوية    | 18,477,000 | 47.82% |
| 2      | خطوط دلتا الجوية      | 7,506,000  | 19.42% |
| 3      | Horizon Air           | 3,445,000  | 8.92%  |
| 4      | SkyWest               | 2,289,000  | 5.92%  |
| 5      | خطوط ساوث ويست الجوية | 2,132,000  | 5.52%  |
| 6      | آخرى                  | 4,792,000  | 12.40% |

## إحالات
1. ↑  سجلات الإف إيه إيه الرئيسية للمطار من أجل{{{أي دي}}} (من 5010 PDF), effective 2007-07-05
2. ↑  Seattle–Tacoma International Airport (official site) [وصلة مكسورة] نسخة محفوظة 25 أكتوبر 2006 على موقع واي باك مشين.
3. ↑  "Mileage Charts: Starting from SeaTac Airport". Washington State Department of Transportation. مؤرشف من الأصل في 2018-12-06. اطلع عليه بتاريخ 2018-12-05.
4. ↑  "Sea-Tac airport data at skyvector.com". skyvector.com. مؤرشف من الأصل في 2023-05-30. اطلع عليه بتاريخ 2022-08-22.
5. ↑  Bellisle، Martha (17 أغسطس 2015). "Growing pains at Sea–Tac Airport as passenger numbers soar". The Seattle Times. Associated Press. مؤرشف من الأصل في 2017-09-21. اطلع عليه بتاريخ 2017-09-20.
6. ↑  Radka، Ricky (23 ديسمبر 2021). "Airline Hub Guide: Which U.S. Cities Are Major Hubs and Why it Matters". Airfare Watchdog. مؤرشف من الأصل في 2023-11-01. اطلع عليه بتاريخ 2022-02-27.
7. ↑  "Airlines and Destinations". Port of Seattle. مؤرشف من الأصل في 2023-06-30. اطلع عليه بتاريخ 2022-08-24.
8. ↑  "Aer Lingus Timetable". aerlingus.com. مؤرشف من الأصل في 2023-10-31. اطلع عليه بتاريخ 2021-10-05.
9. ↑  "Flight Schedule". مؤرشف من الأصل في April 6، 2017. اطلع عليه بتاريخ March 24، 2018. {{استشهاد ويب}}: تحقق من التاريخ في: |تاريخ الوصول= و|تاريخ أرشيف= (مساعدة)
10. 1 2  "Flight Schedules". Air Canada. مؤرشف من الأصل في March 23، 2018. اطلع عليه بتاريخ March 24، 2018. {{استشهاد ويب}}: تحقق من التاريخ في: |تاريخ الوصول= و|تاريخ أرشيف= (مساعدة)
11. ↑  "Our destinations". Air France. مؤرشف من الأصل في 2023-08-13. اطلع عليه بتاريخ December 2، 2021. {{استشهاد ويب}}: تحقق من التاريخ في: |تاريخ الوصول= (مساعدة)
12. ↑  "Air Tahiti Nui extends Seattle service into NW23". aeroroutes.com. January 16، 2023. مؤرشف من الأصل في 2023-08-13. {{استشهاد ويب}}: تحقق من التاريخ في: |تاريخ= (مساعدة)
13. ↑  "ABonjour، Paris! SEA Airport Welcomes New Service to Paris from French Polynesian Airline Air Tahiti Nui" (Press release). Seattle: Port of Seattle. March 17، 2023. مؤرشف من الأصل في 2023-10-10. {{استشهاد ببيان صحفي}}: تحقق من التاريخ في: |تاريخ= (مساعدة)
14. ↑  "Alaska Partner – Air Tahiti Nui". Alaska Airlines. Seattle: Alaska Air Group. مؤرشف من الأصل في 2023-10-22. اطلع عليه بتاريخ March 29، 2022. {{استشهاد ويب}}: تحقق من التاريخ في: |تاريخ الوصول= (مساعدة)
15. ↑  "Alaska Airlines Just Added These New International Routes". AFAR. July 21، 2023. مؤرشف من الأصل في 2023-07-22. {{استشهاد ويب}}: تحقق من التاريخ في: |تاريخ= (مساعدة)
16. ↑  Airlines، Alaska. "Flight Timetable". Alaska Airlines. مؤرشف من الأصل في February 2، 2017. اطلع عليه بتاريخ March 23، 2018. {{استشهاد بخبر}}: تحقق من التاريخ في: |تاريخ الوصول= و|تاريخ أرشيف= (مساعدة)
17. ↑  "Timetables [International Routes]". مؤرشف من الأصل في June 24، 2018. اطلع عليه بتاريخ March 24، 2018. {{استشهاد ويب}}: تحقق من التاريخ في: |تاريخ الوصول= و|تاريخ أرشيف= (مساعدة)
18. ↑  "American Airlines Is Cutting Long Haul Flights to These Airports". The Street. Aeroroutes. April 24، 2023. مؤرشف من الأصل في 2023-05-01. {{استشهاد ويب}}: تحقق من التاريخ في: |تاريخ= (مساعدة)
19. 1 2  "Flight schedules and notifications". مؤرشف من الأصل في February 2، 2017. اطلع عليه بتاريخ March 24، 2018. {{استشهاد ويب}}: تحقق من التاريخ في: |تاريخ الوصول= و|تاريخ أرشيف= (مساعدة)
20. ↑  "Routes of Service". مؤرشف من الأصل في March 17، 2018. اطلع عليه بتاريخ March 24، 2018. {{استشهاد ويب}}: تحقق من التاريخ في: |تاريخ الوصول= و|تاريخ أرشيف= (مساعدة)
21. ↑  "British Airways – Timetables". مؤرشف من الأصل في February 27، 2017. اطلع عليه بتاريخ March 24، 2018. {{استشهاد ويب}}: تحقق من التاريخ في: |تاريخ الوصول= و|تاريخ أرشيف= (مساعدة)
22. ↑  condor.com – Flugplan Sommer 2020 (German) retrieved June 8، 2020 نسخة محفوظة 2023-08-13 على موقع واي باك مشين.
23. ↑  "Santa Barbara، Yosemite، Tahoe and more: Get there on Delta with new and returning flights for summer 2024". Delta News Hub. مؤرشف من الأصل في 2023-10-31. اطلع عليه بتاريخ September 15، 2023. {{استشهاد ويب}}: تحقق من التاريخ في: |تاريخ الوصول= (مساعدة)
24. ↑  "DELTA NS24 DOMESTIC NETWORK ADDITIONS – 16SEP23". AeroRoutes. مؤرشف من الأصل في 2023-10-30. اطلع عليه بتاريخ September 16، 2023. {{استشهاد ويب}}: تحقق من التاريخ في: |تاريخ الوصول= (مساعدة)
25. ↑  "Delta Adds A220 Seattle – Ontario Service From Nov 2022". Aeroroutes. مؤرشف من الأصل في 2023-08-13. اطلع عليه بتاريخ 2022-10-26.
26. 1 2  "Flight schedules". مؤرشف من الأصل في June 21، 2015. اطلع عليه بتاريخ March 17، 2018. {{استشهاد ويب}}: تحقق من التاريخ في: |تاريخ الوصول= و|تاريخ أرشيف= (مساعدة)
27. ↑  "Lewiston Airport to Offer Flights to Seattle Beginning October 9" (بالإنجليزية). Archived from the original on 2023-08-16. Retrieved 2023-11-01.
28. ↑  "Flight Schedules". Emirates. مؤرشف من الأصل في June 30، 2017. اطلع عليه بتاريخ March 24، 2018. {{استشهاد ويب}}: تحقق من التاريخ في: |تاريخ الوصول= و|تاريخ أرشيف= (مساعدة)
29. ↑  "Timetables". EVA Air. مؤرشف من الأصل في May 16، 2017. اطلع عليه بتاريخ March 24، 2018. {{استشهاد ويب}}: تحقق من التاريخ في: |تاريخ الوصول= و|تاريخ أرشيف= (مساعدة)
30. ↑  "Flights to Finnair destinations | Finnair United States". www.finnair.com. مؤرشف من الأصل في 2023-05-22. اطلع عليه بتاريخ 2021-11-09.
31. ↑  "Frontier". مؤرشف من الأصل في September 12، 2017. اطلع عليه بتاريخ 7 January 2017. {{استشهاد ويب}}: تحقق من التاريخ في: |تاريخ أرشيف= (مساعدة)
32. ↑  "Destinations". مؤرشف من الأصل في January 29، 2018. اطلع عليه بتاريخ March 24، 2018. {{استشهاد ويب}}: تحقق من التاريخ في: |تاريخ الوصول= و|تاريخ أرشيف= (مساعدة)
33. ↑  "Flight Schedule". Icelandair. مؤرشف من الأصل في November 16، 2017. اطلع عليه بتاريخ March 24، 2018. {{استشهاد ويب}}: تحقق من التاريخ في: |تاريخ الوصول= و|تاريخ أرشيف= (مساعدة)
34. ↑  "Japan Airlines Timetables". مؤرشف من الأصل في October 15، 2018. اطلع عليه بتاريخ March 24، 2018. {{استشهاد ويب}}: تحقق من التاريخ في: |تاريخ الوصول= و|تاريخ أرشيف= (مساعدة)
35. ↑  "JetBlue New Routes". مؤرشف من الأصل في 2023-08-15. اطلع عليه بتاريخ July 10، 2021. {{استشهاد ويب}}: تحقق من التاريخ في: |تاريخ الوصول= (مساعدة)
36. ↑  "Flight Status and Schedules". Korean Air. مؤرشف من الأصل في June 28، 2018. اطلع عليه بتاريخ March 24، 2018. {{استشهاد ويب}}: تحقق من التاريخ في: |تاريخ الوصول= و|تاريخ أرشيف= (مساعدة)
37. ↑  "SEA Grows International Gateway with Lufthansa Service to Munich". Port of Seattle. September 12، 2023. مؤرشف من الأصل في 2023-10-10. {{استشهاد ويب}}: تحقق من التاريخ في: |تاريخ= (مساعدة)
38. ↑  "Timetable – Lufthansa USA". Lufthansa. مؤرشف من الأصل في November 9، 2017. اطلع عليه بتاريخ March 24، 2018. {{استشهاد ويب}}: تحقق من التاريخ في: |تاريخ الوصول= و|تاريخ أرشيف= (مساعدة)
39. ↑  "Qatar Airways to Launch Flights to Seattle from 15 March 2021، Marking Second New U.S. Destination Announced This Year" (Press release). الدوحة: الخطوط الجوية القطرية. December 8، 2020. مؤرشف من الأصل في 2023-08-13. اطلع عليه بتاريخ December 8، 2020. {{استشهاد ببيان صحفي}}: تحقق من التاريخ في: |تاريخ الوصول= و|تاريخ= (مساعدة)
40. ↑  Cooper، Perry (October 31، 2018). "Singapore Airlines Announces Nonstop Service to Sea-Tac Airport" (Press release). Seattle: Port of Seattle. مؤرشف من الأصل في November 1، 2018. اطلع عليه بتاريخ October 31، 2018. {{استشهاد ببيان صحفي}}: تحقق من التاريخ في: |تاريخ الوصول=، |تاريخ=، و|تاريخ أرشيف= (مساعدة)
41. 1 2  "More Heart than ever before" (Press release). دالاس: خطوط ساوث ويست الجوية. October 27، 2023. مؤرشف من الأصل في 2023-11-01. اطلع عليه بتاريخ October 27، 2023. {{استشهاد ببيان صحفي}}: تحقق من التاريخ في: |تاريخ الوصول= و|تاريخ= (مساعدة)
42. ↑  "Check Flight Schedules". مؤرشف من الأصل في February 2، 2017. اطلع عليه بتاريخ March 23، 2018. {{استشهاد ويب}}: تحقق من التاريخ في: |تاريخ الوصول= و|تاريخ أرشيف= (مساعدة)
43. ↑  "Where We Fly". Spirit Airlines. مؤرشف من الأصل في December 23، 2017. اطلع عليه بتاريخ March 23، 2018. {{استشهاد ويب}}: تحقق من التاريخ في: |تاريخ الوصول= و|تاريخ أرشيف= (مساعدة)
44. ↑  "Route Map & Flight Schedule". مؤرشف من الأصل في August 15، 2018. اطلع عليه بتاريخ January 7، 2017. {{استشهاد ويب}}: تحقق من التاريخ في: |تاريخ الوصول= و|تاريخ أرشيف= (مساعدة)
45. ↑  "Online Flight Schedule". Turkish Airlines. مؤرشف من الأصل في 2022-12-13.
46. 1 2  "Timetable". مؤرشف من الأصل في January 28، 2017. اطلع عليه بتاريخ March 23، 2018. {{استشهاد ويب}}: تحقق من التاريخ في: |تاريخ الوصول= و|تاريخ أرشيف= (مساعدة)
47. ↑  "Interactive flight map". مؤرشف من الأصل في April 24، 2018. اطلع عليه بتاريخ March 29، 2017. {{استشهاد ويب}}: تحقق من التاريخ في: |تاريخ الوصول= و|تاريخ أرشيف= (مساعدة)
48. ↑  "Volaris Flight Schedule". مؤرشف من الأصل في February 27، 2017. اطلع عليه بتاريخ March 23، 2018. {{استشهاد ويب}}: تحقق من التاريخ في: |تاريخ الوصول= و|تاريخ أرشيف= (مساعدة)
49. ↑  "Flight schedules". مؤرشف من الأصل في February 10، 2017. اطلع عليه بتاريخ March 17، 2018. {{استشهاد ويب}}: تحقق من التاريخ في: |تاريخ الوصول= و|تاريخ أرشيف= (مساعدة)
50. ↑  Cooper، Perry (5 نوفمبر 2021). "SEA Welcomes WestJet Inaugural Flight with New Service to Calgary" (Press release). سياتل: Port of Seattle. مؤرشف من الأصل في 2021-11-07. اطلع عليه بتاريخ 2021-11-06.
51. ↑  "Service Schedule". Aloha Air Cargo. مؤرشف من الأصل في 2023-08-13. اطلع عليه بتاريخ December 8، 2022. {{استشهاد ويب}}: تحقق من التاريخ في: |تاريخ الوصول= (مساعدة)
52. ↑  "Top 10 Destination Airports". RITA. مؤرشف من الأصل في 2022-01-23. اطلع عليه بتاريخ 2023-08-30.
53. ↑  "BTS Air Carriers : T-100 International Market (All Carriers)". مؤرشف من الأصل في 2018-06-15. اطلع عليه بتاريخ 2018-06-17.
54. ↑  "Bureau of Transportation Statistics (select Seattle-Tacoma International)". واشنطن العاصمة: Bureau of Transportation. مؤرشف من الأصل في 2023-08-04.